# Палкин-Ёль
Палкин-Ёль — река в России, течёт по территории Ижемского района Республики Коми. Впадает в озеро Волочанское с южной стороны на высоте 45 м над уровнем моря. Длина реки составляет 38 км.

## Данные водного реестра
По данным государственного водного реестра России относится к Двинско-Печорскому бассейновому округу, водохозяйственный участок реки — Печора от водомерного поста Усть-Цильма и до устья, речной подбассейн реки — бассейны притоков Печоры ниже впадения Усы. Речной бассейн реки — Печора.
Код объекта в государственном водном реестре — 03050300212103000081298.